# Општина Бохињ
Општина Бохињ (словен. Bohinj) је једна од општина Горењске регије у држави Словенији. Седиште општине је градић Бохињска Бистрица.
Општина Бохињ са својим планинским карактером, природним лепотама и чистом природом припада туристички најпосећенијим зимским одрдиштима у Словенији.

## Природне одлике
Рељеф: Општина Бохињ налази се на северозападу државе. Општина се налази усред планинског масива Јулијских Алпа, чији врхови по ободу затварају простор општине. У средишњем делу општине налази се Бохињско језеро, из ког истиче река Сава Бохињка и тече ка истоку. Област језера и реке је нижа и погодна за живот и ту су смештена сва насеља општине.
Клима: У општини влада оштрија, планинска варијанта умерено континентална клима.
Воде: Главна вода у општини је Бохињско језеро, највеће природно језеро у целој Словенији. Његова отока, Сава Бохињка, је главни водоток у општини. Сви остали мањи водотоци су притоке језера или ове речице.

## Становништво
Општина Бохињ је веома ретко насељена.

## Насеља општине
| - Битње - Бохињска Бистрица - Бохињска Чешњица - Брод - Горељек - Горјуше - Жлан - Јерека | - Камње - Копривник в Бохињу - Лашки Ровт - Лепенце - Лог в Бохињу - Немшки Ровт - Номењ - Подјеље | - Поље - Равне в Бохињу - Рибчев Лаз - Савица - Средња Вас в Бохињу - Стара Фужина - Студор в Бохињу - Уканц |  |